# Benito Juárez (município)
Benito Juárez (partido) é um partido (município) da província de Buenos Aires, na Argentina. Possuía, de acordo com estimativa de 2019, 20.523 habitantes.

## Localidades
- Barker: 1.225 habitantes
- Benito Juárez: 13.245 habitantes
- Estación López: 163 habitantes
- Tedín Uriburu: 158 habitantes
- Villa Cacique: 2.013 habitantes
- Estación Ricardo Gaviña

(INDEC 2.001)